# Weitensfeld im Gurktal
Weitensfeld im Gurktal (tiếng Slovene: Prečpolje ob Krki) là một đô thị thuộc huyện Sankt Veit an der Glan trong bang Kärnten trong nước Áo. Đô thị Weitensfeld im Gurktal có diện tích 95,76 km², dân số thời điểm năm 2005 là 2345 người.